# Ranunculus micropetalus
Ranunculus micropetalus là một loài thực vật có hoa trong họ Mao lương. Loài này được (Greene) Rydb. miêu tả khoa học đầu tiên năm 1902.